# Peter Robertson
Peter John Robertson (Melbourne, 17 febbraio 1976) è un triatleta australiano.

## Carriera
Ha vinto per tre volte i campionati del mondo di trathlon e per due volte si è classificato secondo.

## Titoli
- Campione del mondo di triathlon (Élite) - 2001, 2003, 2005